# كأس العالم للأندية 2008
بطولة كأس العالم للأندية لكرة القدم 2008 أقيمت في اليابان في الفترة ما بين 11 ديسمبر و21 ديسمبر 2008، وفاز بلقبها نادي مانشستر يونايتد الإنجليزي.

## الفرق المشاركة
- بطل دوري أبطال أفريقيا : الأهلي (مصر)
- بطل دوري أبطال آسيا : غامبا أوساكا (اليابان)
- بطل كأس ليبرتادوريس : ليغا دو كيتو (الإكوادور)
- بطل دوري أبطال أوروبا : مانشستر يونايتد (إنجلترا)
- بطل كأس الكونكاكاف : نادي باتشوكا (المكسيك)
- بطل أوقيانوسيا : وايتاكيري يونايتد (نيوزيلندا)
- وصيف دوري أبطال آسيا : أديلايد يونايتد (أستراليا)

## الدور الأول
| أديلايد يونايتد                   | 2 - 1 | وايتاكيري يونايتد |
| --------------------------------- | ----- | ----------------- |
| دانيال مولين 39' · ترافيس دود 83' |       | بول سيمان 34'     |

## الدور الثاني
| الأهلي                                  | 2 - 4 | باتشوكا                                                                            |
| --------------------------------------- | ----- | ---------------------------------------------------------------------------------- |
| فوستو بينتو 28' (og) · فلافيو أمادو 45' |       | لويس مونتيس 47' · كريستيان غيمينيز 73' · دامين ألفاريز 98' · كريستيان غيمينيز 110' |

| غامبا أوساكا      | 1 - 0 | أديلايد يونايتد |
| ----------------- | ----- | --------------- |
| ياسوهيتو إندو 23' |       |                 |

## نصف النهائي
| ليغا دو كيتو                         | 2 – 0 | باتشوكا |
| ------------------------------------ | ----- | ------- |
| كلاويديو بيلير 4' · لويس بولانوس 26' |       |         |

| مانشستر يونايتد                                                                                 | 5 - 3 | غامبا أوساكا                                                         |
| ----------------------------------------------------------------------------------------------- | ----- | -------------------------------------------------------------------- |
| نيمانغا فيديك 28' · كريستيانو رونالدو 45+1' · واين روني 75' · دارين فليتشير 78' · واين روني 79' |       | ماساتو يامازاكي 74' · ياسوهيتو إندو 85' (Pen) · هيديو هاشيموتو 90+1' |

## مباراة المركز الخامس
| الأهلي | 0 - 1 | أديلايد يونايتد                  |
| ------ | ----- | -------------------------------- |
|        |       | كريستيانو دوس سانتوس رودريغوس 7' |

## مباراة المركز الثالث
| غامبا أوساكا        | 1 - 0 | باتشوكا |
| ------------------- | ----- | ------- |
| ماساتو يامازاكي 29' |       |         |

## المباراة النهائية
| مانشستر يونايتد | 1 - 0 | ليغا دو كيتو |
| --------------- | ----- | ------------ |
| واين روني 73'   |       |              |

## الترتيب النهائي
- المركز الأول مانشستر يونايتد
- المركز الثاني ليجا دو كيتو
- المركز الثالث غامبا أوساكا
- المركز الرابع باتشوكا المكسيكى
- المركز الخامس أديلايد يونايتد
- المركز السادس الأهلى المصري
- المركز السابع وايتاكيري يونايتد النيوزيلندي

## البطولة
خروج المغلوب
الدور التمهيدي
- أديلايد يونايتد × وايتاكيرى يونايتد (1:2)

الدور ربع النهائى
- أديلايد يونايتد × غامبا أوساكا (1:0)
- نادي الأهلي المصري × نادي باتشوكا (4:2)

الدور نصف نهائي
- مانشستر يونايتد × غامبا أوساكا (3:5)
- نادي باتشوكا × نادي ليجا دو كيتو (2:0)

مباراة تحديد المركز الخامس
- نادي الأهلي المصري × أديلايد يونايتد (1:0)

مباراة تحديد المركز الثالث
- نادي باتشوكا × غامبا أوساكا (1:0)

النهائي
- مانشستر يونايتد × نادي ليجا دو كيتو (0:1)

## جوائز البطولة

### هداف البطولة
ثلاثة أهداف
- واين روني (مانشستر)(هداف البطولة)

هدفين
- ياسوهيتو إندو (غامبا)
- ماساتو يامازاكي (غامبا)
- كريستيان خيمينيز (باتشوكا)

هدف
- داميان ألفاريز (باتشوكا)
- كلاوديو بيلير (ليجا دو كيتو)
- لويس بولانيوس (ليجا دو كيتو)
- كريستيانو (أديلايد)
- ترافيز دود (أديلايد)
- أمادو فلافيو (الأهلي)
- دارين فليتشر (مانشستر)
- هيديو هاشيموتو (غامبا)
- لويس مونتس (باتشوكا)
- كريستيانو رونالدو (مانشستر)
- باول سيمان (وايتاكيرى)
- نيمانيا فيديتش (مانشستر)
- ماساتو يامازاكي (غامبا)

هدف في مرماه
- فاوستو بينتو (باتشوكا للأهلي المصري)

### أفضل لاعب
- الأول : واين روني.مانشستر يونايتد
- الثاني : كريستيانو رونالدو. مانشستر يونايتد
- الثالث : أليخاندرو مانكوسو. ليغا دو كيتو

### جائزة اللعب النظيف
- أديلايد الأسترالى